# Powiat wałecki

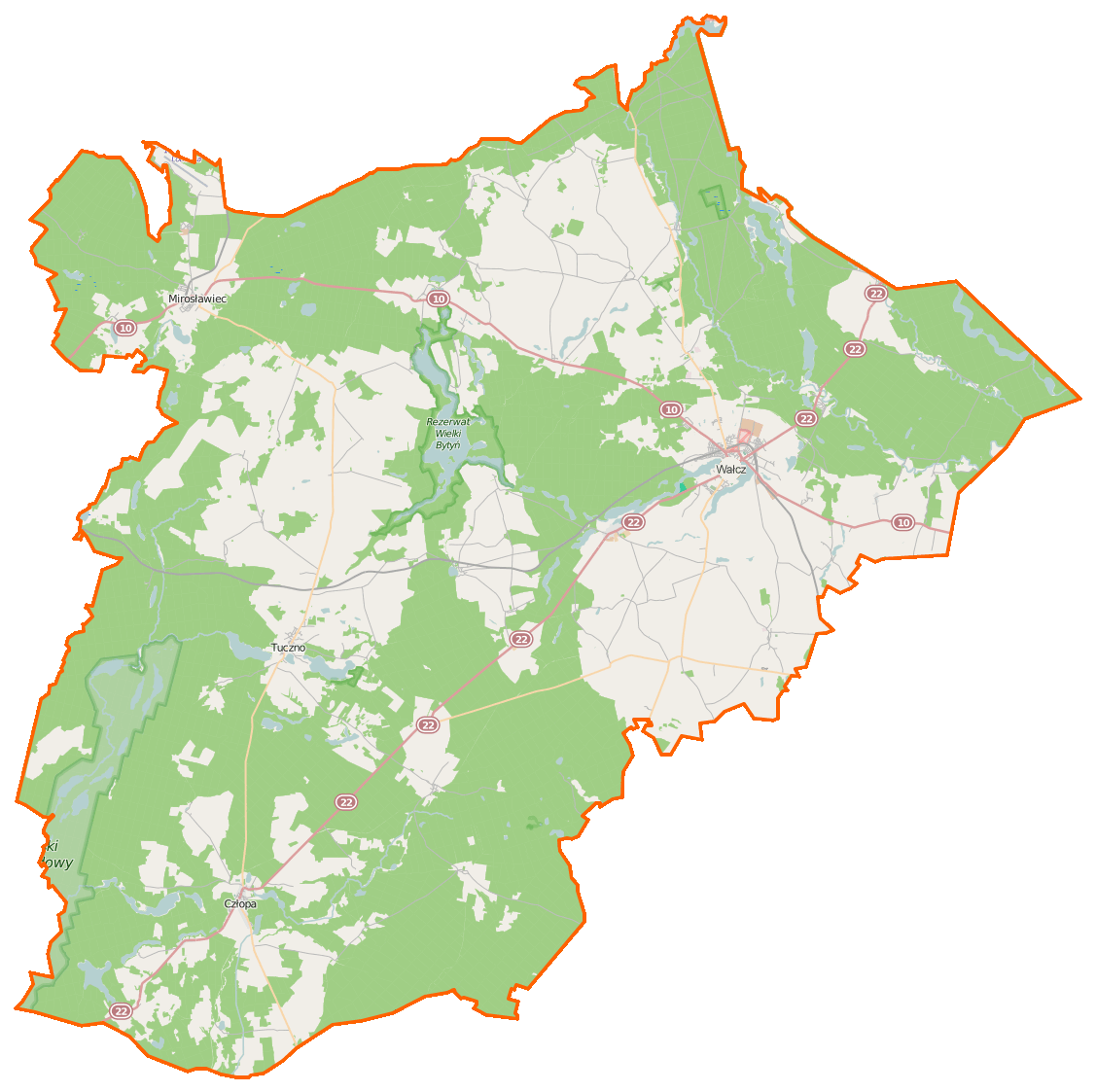
Mapa powiatu

Powiat wałecki – powiat w północno-zachodniej Polsce, w województwie zachodniopomorskim, utworzony w 1999 roku w ramach reformy administracyjnej. Jego siedzibą jest miasto Wałcz.
W skład powiatu wchodzą:
- miasta:

 Człopa,
 Mirosławiec,
 Tuczno,
 Wałcz
- gminy miejskie:

 Wałcz
- gminy miejsko-wiejskie:

 Człopa,
 Mirosławiec,
 Tuczno
- gminy wiejskie:

 Wałcz
Według danych z 30 czerwca 2020 roku powiat zamieszkiwało 52 929 osób.

## Położenie
Według danych z 1 stycznia 2009 powierzchnia powiatu wałeckiego wynosi 1414,95 km².
Powiat położony jest w południowo-wschodniej części woj. zachodniopomorskiego, na Pojezierzu Wałeckim i Równinie Wałeckiej. W zachodniej części gminy Człopa znajduje się wschodnia część Drawieńskiego Parku Narodowego.
Do 1999 r. gminy powiatu wchodziły w skład województwa pilskiego.

## Historia

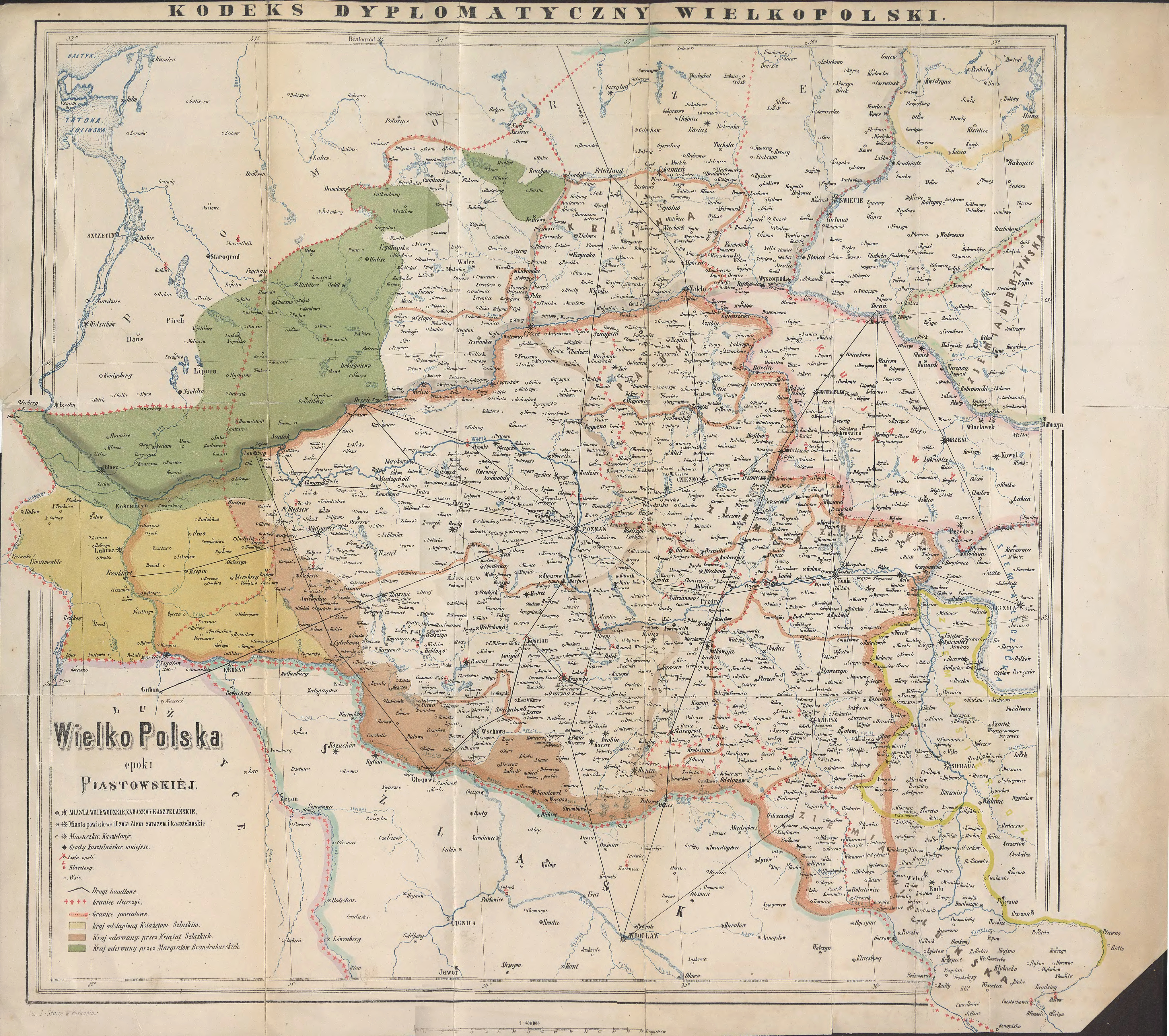
Powiat wałecki na historycznej mapie Wielkopolski sporządzonej w 1888 roku według danych zaczerpniętych z Kodeksu dyplomatycznego.

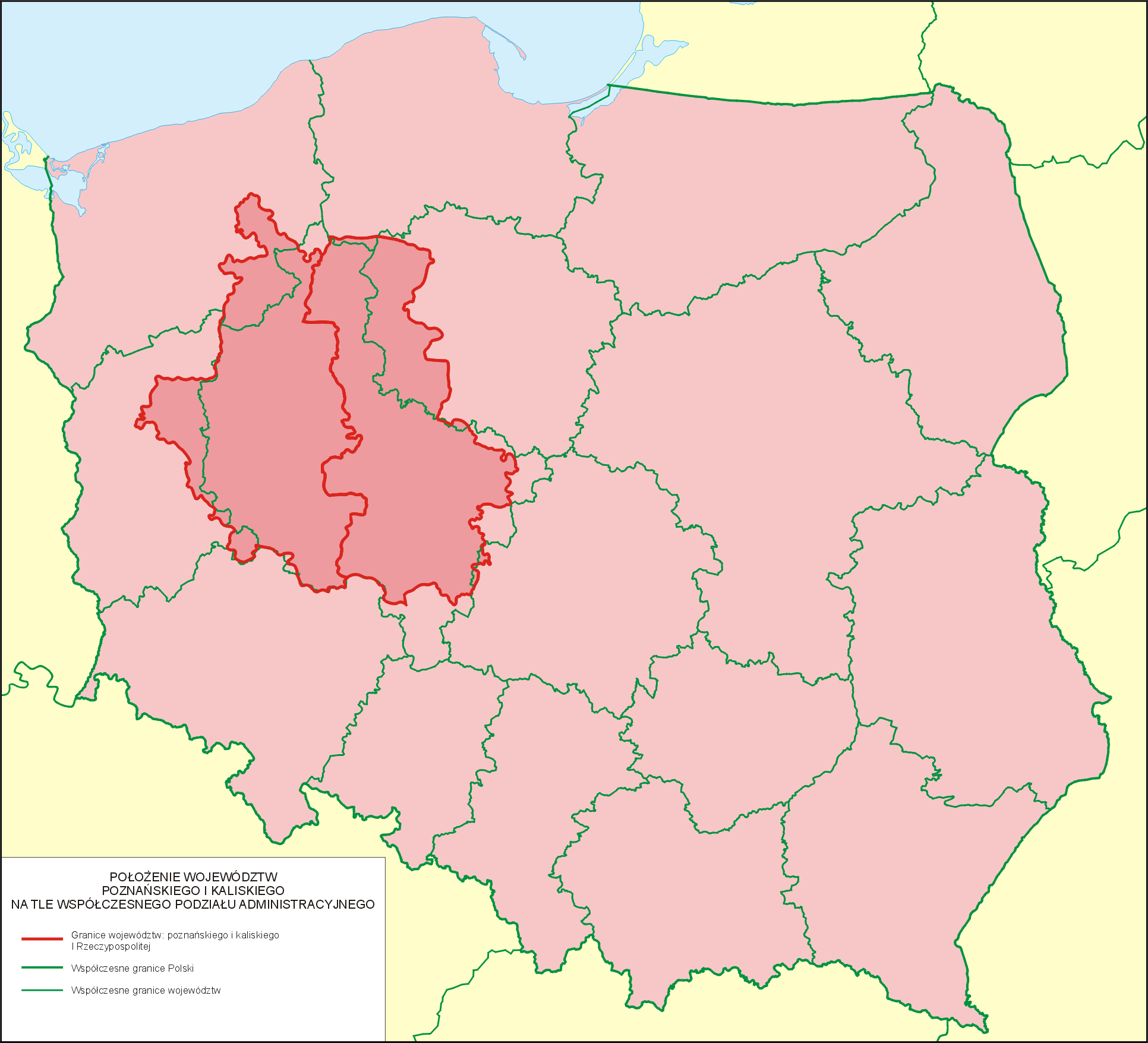
Obszar Wielkopolski do rozbiorów Polski w XVIII wieku na tle współczesnego podziału administracyjnego. Powiat wałecki znajdował się w granicach IRP w województwie poznańskim.

W czasie rozbicia dzielnicowego tereny dzisiejszego powiatu wałeckiego należały do Wielkopolski, co znajduje potwierdzenie w dokumentach zebranych w Kodeksie dyplomatycznym.

## Gospodarka
W końcu września 2019 liczba zarejestrowanych bezrobotnych w powiecie wałeckim obejmowała ok. 1,2 tys. mieszkańców, co stanowi stopę bezrobocia na poziomie 7,6% do aktywnych zawodowo.
Przeciętne wynagrodzenie pracownicze w październiku 2008 r. wynosiło 2829,18 zł, przy liczbie zatrudnionych pracowników w powiecie wałeckim – 6502 osoby. Przeciętne wynagrodzenie w sektorze publicznym wynosiło 3108,24 zł, a w sektorze prywatnym 2555,22 zł.
W 2013 r. wydatki budżetu samorządu powiatu wałeckiego wynosiły 61,2 mln zł, a dochody budżetu 52,6 mln zł. Zadłużenie (dług publiczny) samorządu według danych na IV kwartał 2013 r. wynosiło 37,0 mln zł, co stanowiło 70,3% dochodów (powiat wałecki ma najwyższy poziom zadłużenia wśród powiatów woj. zachodniopomorskiego).

## Demografia
Według danych z 31 grudnia 2019 roku powiat wałecki zamieszkiwało około 53 tys. osób.
Liczba ludności (dane z 30 czerwca 2005):
|        | Ogółem | Ogółem | Kobiety | Kobiety | Mężczyźni | Mężczyźni |
| osób   | %      | osób   | %       | osób    | %         |           |
| ------ | ------ | ------ | ------- | ------- | --------- | --------- |
| Ogółem | 54 851 | 100    | 28 145  | 51,31   | 26 706    | 48,69     |
| Miasto | 33 281 | 60,68  | 17 380  | 31,69   | 15 901    | 28,99     |
| Wieś   | 21 570 | 39,32  | 10 765  | 19,63   | 10 805    | 19,70     |

▶Wieś vs ▶miasto
Ogółem (▶k, ▶m)
Miasto (▶k, ▶m)
Wieś (▶k, ▶m)
Struktura demograficzna mieszkańców powiatu wałeckiego według danych z 31 grudnia 2008:

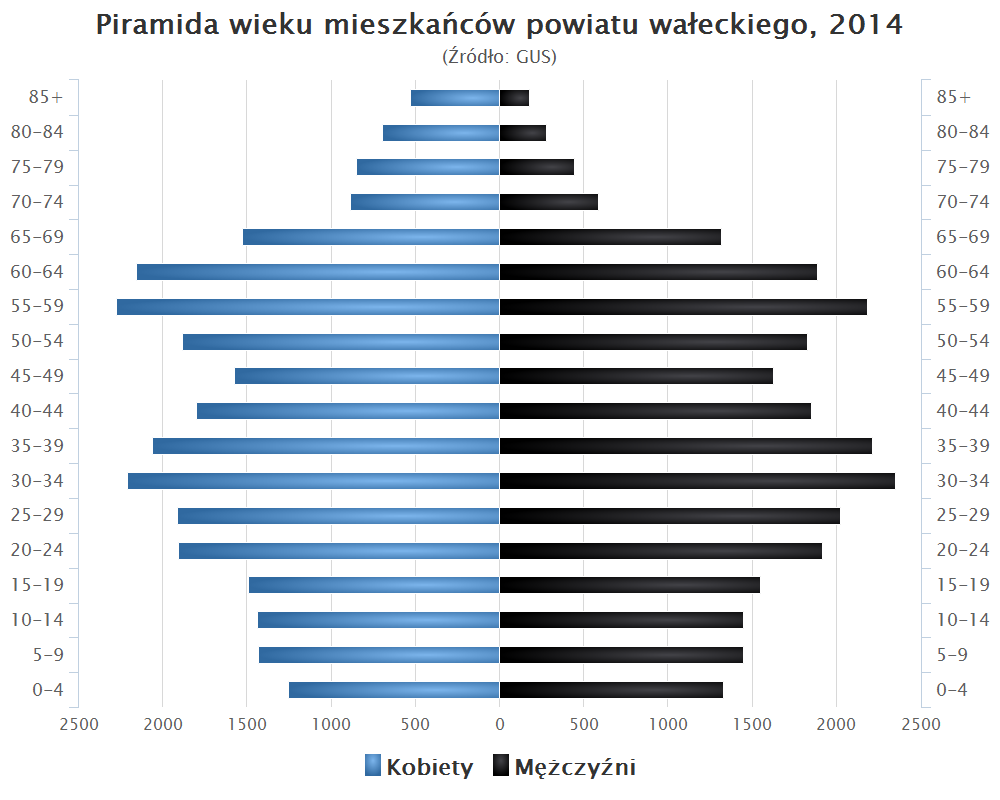
Piramida wieku mieszkańców powiatu wałeckiego w 2014 roku

| Opis                                | Ogółem | Ogółem | Kobiety | Kobiety | Mężczyźni | Mężczyźni |
| ----------------------------------- | ------ | ------ | ------- | ------- | --------- | --------- |
| Jednostka                           | osób   | %      | osób    | %       | osób      | %         |
| Populacja                           | 54 309 | 100    | 27 968  | 51,5    | 26 341    | 48,5      |
| Wiek przedprodukcyjny (0–17 lat)    | 11 496 | 21,17  | 5663    | 10,43   | 5833      | 10,74     |
| Wiek produkcyjny (18–65 lat)        | 35 446 | 65,27  | 17 078  | 31,45   | 18 368    | 33,82     |
| Wiek poprodukcyjny (powyżej 65 lat) | 7367   | 13,56  | 5227    | 9,62    | 2140      | 3,94      |

## Komunikacja
- Linie kolejowe:
  - czynne: Wałcz- Piła Gł., Kalisz Pomorski- Wałcz (przez Tuczno Krajeńskie)
  - nieczynne, istniejące: Wierzchowo Pomorskie- Wałcz, Złocieniec- Choszczno (przez Mirosławiec) oraz Człopa- Krzyż.
  - nieczynne, nieistniejące: Człopa- Złotów (przez Wałcz).
- Drogi:
  - krajowe: 10: Lubieszyn- Płońsk (przez Mirosławiec i Wałcz) oraz 22: Kostrzyn nad Odrą- Elbląg (przez Człopę i Wałcz).
  - wojewódzkie: 163: Wałcz- Kołobrzeg, 177: Czaplinek- Wieleń (przez Mirosławiec, Tuczno i Człopę), 178: Wałcz- Trzcianka-Oborniki oraz 179: Rusinowo- Piła.

## Bezpieczeństwo
W 2009 r. wskaźnik wykrywalności sprawców przestępstw stwierdzonych w powiecie wałeckim wynosił 78,3%. W 2009 r. stwierdzono w powiecie m.in. 173 kradzieży z włamaniem, 15 kradzieży samochodów, 105 przestępstw narkotykowych.
Powiat wałecki jest obszarem właściwości Prokuratury Rejonowej w Wałczu i Prokuratury Okręgowej w Koszalinie.
Na terenie powiatu działa 7 jednostek Ochotniczej Straży Pożarnej włączonych do krajowego systemu ratowniczo-gaśniczego. Istnieje jednostka ratowniczo-gaśnicza przy Komendzie Powiatowej Państwowej Straży Pożarnej w Wałczu.

## Administracja
| Gminy                                         | Liczba radnych | Liczba wyborców w 2006 |
| --------------------------------------------- | -------------- | ---------------------- |
| miasto Wałcz                                  | 8              | 21 266                 |
| gmina Wałcz                                   | 4              | 9 588                  |
| gmina Człopa, gmina Mirosławiec, gmina Tuczno | 5              | 12 698                 |
| Razem (Σ)                                     | 17             | 43 552                 |

Siedzibą władz powiatu jest miasto Wałcz. Organem uchwałodawczym jest Rada Powiatu w Wałczu, w której skład wchodzi 17 radnych.
Gminy powiatu wałeckiego są obszarem właściwości Sądu Rejonowego w Wałczu i Sądu Okręgowego w Koszalinie. Powiat wałecki jest obszarem właściwości miejscowej Samorządowego Kolegium Odwoławczego w Koszalinie.
Mieszkańcy powiatu wałeckiego wybierają radnych do Sejmiku Województwa Zachodniopomorskiego w okręgu nr 3. Posłów na Sejm wybierają z okręgu wyborczego nr 40, senatora z okręgu wyborczego nr 99, a posłów do Parlamentu Europejskiego z okręgu wyborczego nr 13.

## Turystyka
Podstawą turystyki powiatu są liczne jeziora (największe to Bytyń Wielki) i pozostałości Wału Pomorskiego. Wytwarza się tutaj produkty tradycyjne: masło ostrowieckie i miody wałeckie.

## Sąsiednie powiaty
- powiat choszczeński
- powiat drawski
- powiat złotowski (wielkopolskie)
- powiat pilski (wielkopolskie)
- powiat czarnkowsko-trzcianecki (wielkopolskie)
- powiat strzelecko-drezdenecki (lubuskie)